# Milord l'Arsouille
Pour les autres significations, voir Milord l'Arsouille (cabaret).
Milord l'Arsouille est une célébrité du Carnaval de Paris des années 1830.

## Biographie
Le personnage de Milord l'Arsouille, doit son nom au surnom,, de son créateur, Charles de La Battut, un jeune Parisien fortuné. Né en 1806,, La Battut est le fils adultérin, d'un riche pharmacien anglais, et d'une émigrée française. À sa naissance, son père paye un pauvre gentilhomme breton afin que celui-ci le reconnaisse comme son fils et en porte le nom. À Paris, La Battut habite boulevard des Capucines. Il se lie d'amitié avec Alfred d'Orsay dont il devient l'émule. Au moment du Carnaval, La Battut dépense largement son argent, fréquente les bals et apparaît dans les rues de Paris avec un riche équipage. C'est une belle voiture chargée de masques portant des tenues recherchées. Il est considéré comme ayant dansé, le premier, le cancan au Théâtre des Variétés lors du carnaval de 1832.
Un tableau conservé au musée Carnavalet à Paris aurait pour sujet l'équipage carnavalesque de Charles de La Battut en 1834.
Les Parisiens, qui ont fait de Charles de La Battut une célébrité carnavalesque, l'assimilent abusivement à un riche et très chic aristocrate anglais de Paris qui n'a aucun rapport avec lui : lord Henry de Seymour.
Pour cette raison ils donnent à Charles de La Battut un sobriquet qui reste célèbre : Milord l'Arsouille. Le mot arsouille signifiant en argot de l'époque un mauvais sujet, un fêtard (le verbe ancien s'arsouiller en était dérivé).
Charles de La Battut mourut en 1835. Lord Henry de Seymour disparut bien plus tard en 1859.
Le nom de Milord l'Arsouille est resté fameux bien après leur disparition de la scène parisienne.

## Le prestige de Milord l'Arsouille en 1841
Un ouvrage de 1841 sur le Carnaval de Paris témoigne de l'engouement des Parisiens resté intact pour le soi-disant lord Seymour, appelé ici lord S***. Il faut relever ici que les Parisiens cherchant lord Seymour croient l'identifier à la vue d'une unique voiture, pas d'un cortège de voitures et ne parlent pas d'un déluge de nourriture de luxe et argent jetés dans la foule. Toutes choses qui vont s'inscrire dans la légende carnavalesque de Milord l'Arsouille :
Un nom bien cher au carnaval était, il y a quatre ou cinq ans, dans toutes les bouches : celui de lord S***. Le joyeux viveur était de tous les écots ; on le voyait partout. Comme Protée aux mille formes, il changeait d'allure avec une rapidité tenant du prodige. Dans une même nuit, il parcourait tous les bals : on le croyait à l'Opéra, il était aux Variétés ; on le cherchait aux Variétés, il était à la Courtille, car l'infatigable prophète ne dédaignait pas les joies des petits et des humbles. Il allait partout, prêchant la folie par l'exemple, créant le plaisir d'un signe de sa tête puissante, et répandant l'or à pleines mains. … Lord S*** était un Dieu, Chicard n'est qu'un roi. Le nom du premier est populaire ; et le badaud, qui ne peut croire à la disparition de ce grand génie du carnaval, ne voit pas passer une voiture attelée de quatre chevaux, de laquelle partent des nuages de farine ou une grêle de dragées, sans s'écrier avec enthousiasme :
– C'est lord S*** !

## La légende carnavalesque de Milord l'Arsouille
Émile de Labédollière en 1860 dans Le Nouveau Paris résume bien la légende de Milord l'Arsouille qu'il rapporte ici comme un récit objectif du passé. Rien ne manque ici à cette légende. Il est lord Seymour. Ce qui est faux. Il est escorté par un cortège de voitures portant une foule de masques. Ce qui est également faux si l'on se rapporte au récit de 1841. Il jette la nourriture de luxe et les pièces d'or frites par les fenêtres. Ce que n'aurait pas manqué de mentionner le récit de 1841 :
Dans le genre carnavalesque comme en tout autre, Paris a eu ses célébrités ; mais parmi ces illustres personnages, il y en eut trois qui dépassèrent toutes les autres de cent coudées : ce furent Chicard, que nous avons déjà nommé, Balochard et surtout lord Seymour. Ce dernier que les gens du peuple avaient surnommé Milord l'Arsouille, se distinguait par les excentricités les plus inouïes ; lorsqu'il arrivait donc à la Courtille avec ses équipages précédés de piqueurs, avec ses voitures marchant à la file et remplis de personnages aux costumes impossibles, le tapage redoublait, chacun était en liesse, on se portait au devant de lui ; c'était une entrée triomphale. Aussi, dès qu'il avait mis pied à terre, la guinguette qu'il avait choisie pour quartier général était littéralement assiégée ; on appelait à grands cris ce roi des viveurs, qui ne se faisait pas tirer l'oreille pour se montrer. Alors, on se prenait du bec, on faisait assaut d'éloquence ; le dialogue s'animait et l'illustre goujat, finissant toujours par en venir aux voies de fait, arrosait la foule avec du champagne, lui jetait à la tête pâtés, volailles et tout ce qu'il avait sous la main ; c'était une excellente aubaine pour ceux qui attrapaient quelque projectile.
Un certain jour du Mardi-Gras, que le gentleman, du haut d'une fenêtre, bombardait ainsi ses admirateurs ameutés, les munitions vinrent à lui manquer : que faire alors ? rester coi ? Mais c'eût été changer en huées les applaudissements frénétiques ; c'eût été se perdre de réputation !
Après avoir un instant réfléchi à) la situation : « Ah ! j'y suis ! s'écrie-t-il tout à coup en se frappant le front d'un air de triomphe. Vite, une poêle et de la graisse ! » Et quand on lui a apporté les objets demandés, il met la poêle sur le feu, la graisse dans la poêle, et jette dedans une poignée de pièces d'or ; puis, une fois celles-ci bien brûlantes, il les retire avec une écumoire, comme on ferait de beignets, et les jette par la fenêtre. À cette vue, tout le monde de crier largesse, et chacun de se précipiter sur cette pluie métallique. Mais que l'on juge de la déception des pauvres diables obligés de rejeter les pièces qu'ils avaient ramassées. Quant à l'auteur de la plaisanterie, il était dans la jubilation, il riait à se tordre. Il est vrai que les pièces refroidies, une fois empochées, ceux qui n'avaient rien attrapé passèrent leur mauvaise humeur en brisant à coups de pierres tous les carreaux de la maison ; mais ceci n'était qu'un détail de plus à ajouter à l'addition que le factotum de monseigneur devait venir solder dans l'après-midi. Que d'argent gaspillé dans ces joies immondes, qui aurait pu être si utilement employé ailleurs !

## La postérité de Milord l'Arsouille
Alors que d'autres célébrités carnavalesques parisiennes telles que Chicard, Balochard, Pritchard sont oubliées depuis très longtemps, il arrive encore que des articles ou livres parlent de Milord l'Arsouille. Ils oublient fréquemment la véritable identité de La Battut et accréditent la légende comme quoi il s'agissait bien de lord Seymour.
Un court-métrage anonyme en 1912 Milord l'Arsouille, un ciné-roman de René Leprince en 1925 Mylord l'Arsouille et un film d'André Haguet Milord l'Arsouille en 1955 accréditent également cette légende.
Un cabaret parisien, l'ancien Cabaret des Aveugles, situé rue de Beaujolais, porta à partir de la fin 1949, et jusqu'à sa disparition en 1965, le nom de Milord l'Arsouille.